# Pierre-César Lagage
Pierre-César Lagage, né à Croix en 1911 et mort en 1977, est un peintre français.

## Biographie
Après des études aux Beaux-Arts de Roubaix, il vit à Montmartre.
À partir de 1932, il expose ses toiles à Lille, Paris, Bruxelles, Copenhague, Zurich, Los Angeles, en Pologne et en Suède. 

Des expositions rétrospectives lui ont été consacrées au Musée d'art et d'industrie de Roubaix, au Musée Matisse du Cateau-Cambrésis, au Musée du Luxembourg à Paris (Sénat), au Musée du Touquet, et au Musée de Cambrai.

## Son œuvre
Après une période figurative insistant sur la lumière du nord (baie de Somme en particulier), il entame une période de figuration géométrique mais non abstraite (au moins dans les titres), où il joue volontiers des couleurs de base. À partir de 1950, il entre dans une troisième période, où sa peinture devient complètement abstraite.
Lagage a illustré des livres ou revues, dont :
- Pays du Nord. Revue mensuelle, Août-Septembre 1937.
- Leaves of Buchenwald, Martin Perkins, 1946.
- Ont fait nos cœurs barbelés, Jean Garamond, 1947.
- Syllepses, Revue no 8, 1974.
- Quand Dieu parlait, Poèmes, Raymond Lemoine, 1976.

## Prix, récompenses
- Prix Lissone en 1957.